# Lucas Taylor
Lucas Taylor Maia Reis, semplicemente noto come Lucas Taylor (Guarulhos, 10 aprile 1995), è un calciatore brasiliano, difensore del Polіssja Žytomyr.

## Carriera

### Club
Prodotto del vivaio dei brasiliani del Palmeiras, cresce calcisticamente prima come attaccante poi come centrocampista difensivo, infine debutta in prima squadra come difensore.

## Palmares

### Club

#### Competizioni nazionali
- Coppa del Brasile: 1

Palmeiras: 2015
- Campionato ucraino: 1

Šachtar: 2022-2023